# Рибак Іван Петрович
Іва́н Петро́вич Риба́к (нар. 11 березня 1978;— український політик, Народний депутат України 8-го скликання.
ОСВІТА
Вища, магістр державного управління.
Закінчив НАДУ при Президентові України за спеціальністю “управління суспільним розвитком”.
Навчався в Харківському соціально-економічному інституті та Чернівецькому державному університеті ім. Ю. Федьковича за спеціальністю «загальна фізика».

## Трудова діяльність
2024-2025рр., -  Голова Чернівецької обласної організації федерації роботодавців підприємств військово-промислової галузі.
З березня 2022р., - військовослужбовець Збройних Сил України (03.2022-08.2022 -водій, 08.2022-12.2022 - командир відділення РХБЗ, 01.2023 - командир ЗРК);
2020-2022рр.- заступник директора ТОВ «Українські зелені технології» м.Вижниця, Чернівецька обл;
2014-2019рр. - народний депутат України від 202 виборчого округу (Чернівецька обл);
У 2014 році - перший заступник голови Чернівецької ОДА;
У 2012-2014 р.р. - консультант з питань екологічної безпеки приватного підприємства “ЗахідЕкоГруп” (м.Чернівці);
З 2011 по 2012 рік - директор ДП “Івано-Франківський військовий ЛПК”;
2010-2011 р.р. - начальник Державного управління охорони навколишнього природного середовища в Чернівецькій області;
2010 р. - радник голови Тернопільської обласної ради;
У 2009-2010 р.р. - Начальник Державної екологічної інспекції у Чернівецькій області - Головний державний інспектор з охорони навколишнього природного середовища у Чернівецькій області;
З 2008 по 2009 рік - радник міністра охорони навколишнього середовища України; Директор Департаменту державного екологічного моніторингу Міністерства охорони навколишнього природного середовища України; виконував обов’язки Директора департаменту екологічної безпеки Мінприроди України;
2006-2008 р.р. - помічник народного депутата України;
З 2004 року - директор приватного підприємства «НВ» м.Чернівці;
2003-2004 р.р. - працював радником міністра по зв’язках з ВР України
2002 р. - помічник народного депутата України
Обирався депутатом Чернівецької міської ради V скликання.

## Парламентська діяльність
У листопаді 2014 року — обраний народним депутатом України в одномандатному виборчому окрузі № 202. Голова підкомітету з питань державного моніторингу навколишнього природного середовища Комітету Верховної Ради України з питань екологічної політики, природокористування та ліквідації наслідків Чорнобильської катастрофи .
Згідно з результатами моніторингу, який здійснює Громадянська мережа ОПОРА 105 виборчих округах 24 областей України та міста Київ, який передбачає щомісячний комплексний аналіз діяльності 105 народних депутатів, обраних за мажоритарною складовою, у їхніх округах Іван Рибак посів друге місце серед усіх депутатів-мажоритарників .

## Громадська діяльність
Член ради ВО «Майдан» (Чернівецька область), член правління міжнародного благодійного фонду «Мистецька скарбниця», член громадської організації «Товариство відродження української нації».
Активний учасник «Революції гідності) 2013-2014рр.

## Особисте життя
Народився в сім'ї сільських вчителів. Одружений, дружина — Рибак Тетяна Миколаївна, син — Рибак Назарій Іванович, донька — Рибак Алісія Іванівна.